# Marcel Hacker
Marcel Hacker (Magdeburgo, RDA, 29 de abril de 1977) es un deportista alemán que compitió en remo.
Participó en cinco Juegos Olímpicos de Verano, obteniendo una medalla de bronce en Sídney 2000, en la prueba de scull individual, el séptimo lugar en Atenas 2004 (scull individual), el séptimo en Pekín 2008 (scull individual), el sexto en Londres 2012 (scull individual) y el octavo en Río de Janeiro 2016 (doble scull).
Ganó siete medallas en el Campeonato Mundial de Remo entre los años 1997 y 2013, y cuatro medallas en el Campeonato Europeo de Remo entre los años 2013 y 2016.

## Palmarés internacional
| Juegos Olímpicos   | Juegos Olímpicos        | Juegos Olímpicos  | Juegos Olímpicos |
| Año                | Lugar                   | Medalla           | Prueba           |
| ------------------ | ----------------------- | ----------------- | ---------------- |
| 2000               | Sídney (Australia)      | Medalla de bronce | Scull individual |
| Campeonato Mundial |                         |                   |                  |
| Año                | Lugar                   | Medalla           | Prueba           |
| 1997               | Aiguebelette (Francia)  | Medalla de plata  | Cuatro scull     |
| 1998               | Colonia (Alemania)      | Medalla de plata  | Cuatro scull     |
| 2002               | Sevilla (España)        | Medalla de oro    | Scull individual |
| 2003               | Milán (Italia)          | Medalla de plata  | Scull individual |
| 2006               | Eton (Reino Unido)      | Medalla de plata  | Scull individual |
| 2009               | Poznań (Polonia)        | Medalla de bronce | Cuatro scull     |
| 2013               | Chungju (Corea del Sur) | Medalla de bronce | Scull individual |
| Campeonato Europeo |                         |                   |                  |
| Año                | Lugar                   | Medalla           | Prueba           |
| 2013               | Sevilla (España)        | Medalla de plata  | Scull individual |
| 2014               | Belgrado (Serbia)       | Medalla de plata  | Scull individual |
| 2015               | Poznań (Polonia)        | Medalla de oro    | Doble scull      |
| 2016               | Brandeburgo (Alemania)  | Medalla de plata  | Doble scull      |